# Diana Vreeland

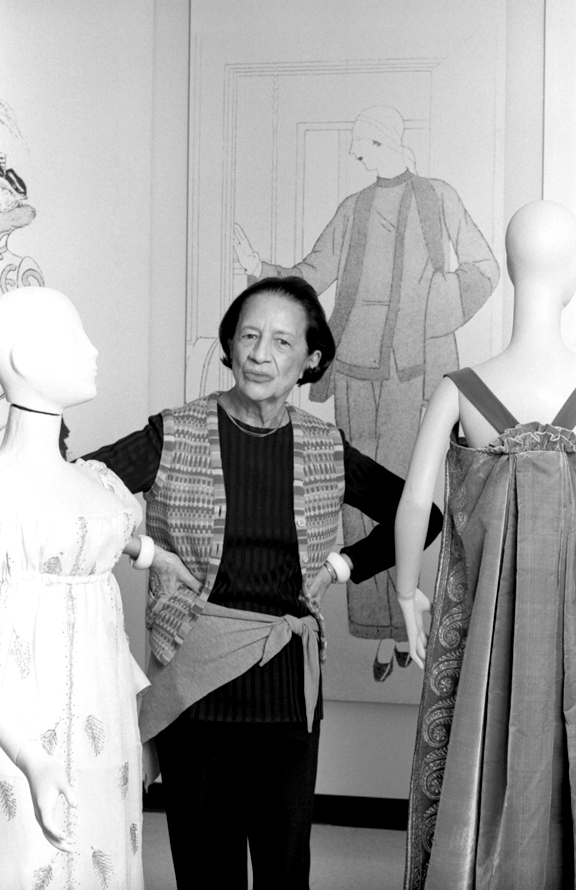
Diana Vreeland (1978)

Diana Vreeland, geb. Dalziel  (* 29. September 1903 in Paris; † 22. August 1989 in New York City), war eine US-amerikanische Modedesignerin, Kolumnistin, Kritikerin und Redakteurin im Ressort Mode und Design und eine New Yorker Szenegröße. Von 1963 bis 1971 war sie Chefredakteurin der amerikanischen Ausgabe des Vogue Magazins.

## Leben
Diana Dalziel war die älteste Tochter eines britischen Vaters (Frederick Young Dalziel) und einer amerikanischen Mutter (Emily Key Hoffman). Vreeland entstammte einer amerikanischen High-Society-Familie, deren Vorfahren bis zu George Washington zurückreichen sollen. Die Familie übersiedelte Ende des Ersten Weltkrieges nach Amerika.
Diana Dalziel (Vreeland) heiratete 1924 den Bankier Thomas Reed Vreeland. Nach ihrer Hochzeit zog das Ehepaar nach London; hier führte Vreeland zunächst ein Geschäft für Damenmode, zu deren Kunden u. a. Wallis Simpson (die spätere Herzogin von Windsor) gehörte. Sie besuchte oft Paris, wo sie Coco Chanel und ihre Freundin, die Schmuck-Designerin Suzanne Belperron, traf.
1937 zogen die Vreelands zurück nach New York City. Hier begann Diana Vreelands Karriere als Kolumnistin und Redakteurin für die Modezeitschrift Harper’s Bazaar. Claire McCardell wurde in dieser Zeit eine enge Freundin. 1963 bis 1971 war sie Chefredakteurin des amerikanischen Vogue-Magazines. Ihr Ehemann starb 1966. 1972 wurde sie fachliche Beraterin des Metropolitan Museum of Art für den Bereich Modedesign.
Diana Vreeland hatte eine Schwester, Alexandra Dalziel, und war die Cousine von Pauline de Rothschild, einer Mode- und Stilikone der 1960er, über die oft in zahlreichen Magazinen, für die Vreeland arbeitete, berichtet wurde. Überdies zählte Andy Warhol wegen ihrer New Yorker Upper-Class-Verbindungen zu ihrem Bekanntenkreis.

## Dokumentation
- Diana Vreeland: The Eye has to Travel (Vereinigte Staaten 2011, Regie: Lisa Immordino Vreeland, Bent-Jorgen Perlmutt, Frédéric Tcheng)